# Vzpoura v Kragujevaci

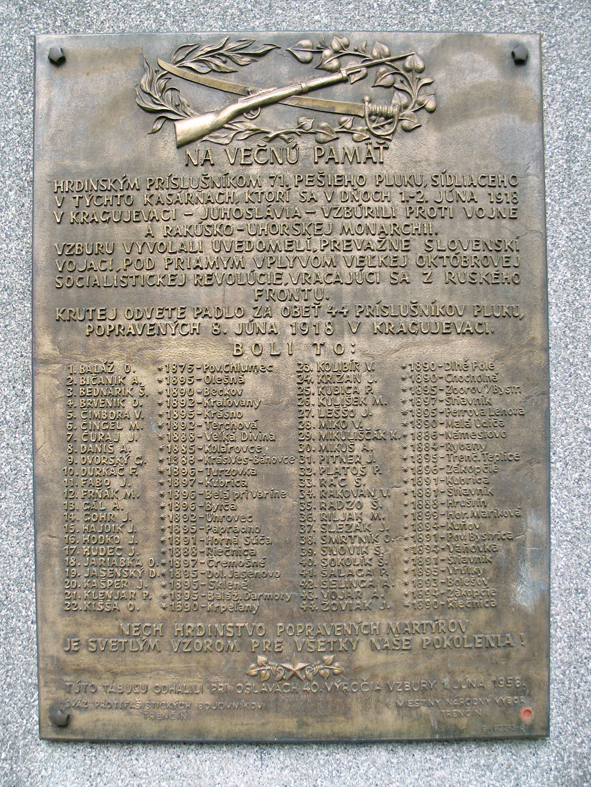
Pamětní deska v Trenčíně.

Vzpoura v Kragujevaci byla vzpoura 71. pěšího pluku rakousko-uherské armády, který byl v okupovaném Srbsku dislokován v posledním roce první světové války. Došlo k ní 2. a 3. června 1918.

## Pozadí
V letech 1917 a 1918 začalo postupně v Německu i Rakousku-Uhersku sílit přesvědčení, že Trojspolek nemůže stále prodlužující se první světovou válku vyhrát. Sílící vyčerpání Rakouska-Uherska z konfliktu se projevovalo problémy se zásobováním potravinami, četnými stávkami a demonstracemi. Jen na jaře 1918 znamenalo snížení přídělů potravin v rámci tzv. přídělového systému nespokojenost v řadě měst tehdejší monarchie a projevovalo se i v armádě. Kromě toho měl vliv na snížení motivace vojáků pokračovat ve válečném úsilí i Brestlitevský mír, který byl vyjednán na začátku roku 1918. Závist panovala vůči důstojníkům, kteří měli zajištěno lepší zásobování; běžní vojáci mnohdy neměli nic, vojenská zařízení byla zcela bez vybavení a vojáci si např. oblečení přinesli ještě z ruského zajetí. To vše dohromady vedlo k tomu, že tisíce vojáků především slovenské národnosti vypověděly poslušnost svému vedení.

## Průběh
Záložní útvar 71. pluku se formoval v Kragujevaci v okupovaném Srbsku (západní část země byla okupována Rakousko-Uherskem, východní potom Bulharskem). Podle uvedené mírové smlouvy propustila nová ruská vláda všechny rakouské válečné zajatce. Asi 2400 až 3000 Slováků navrátivších se z ruského zajetí vytvořilo 7 rot 41. pochodové formace, kterou měli 10. června odvelet na jižní frontu (která se nacházela na území současného Řecka, Albánie, resp. Severní Makedonie.
Mezi těmito muži však panovala nechuť bojovat. Vojákům byly upřeny žádané dovolené, a tak se po návratu ze zajetí nesměli vrátit před cestou na frontu domů. 2. června 1918, večer po vydání žoldu, se vojáci vraceli z města do ubytoven. Voják Martin Riljak se pod vlivem alkoholu dostal do střetu s dozorujícím poddůstojníkem Antonem Bednárem. Vykřikoval „Kamaráti, šikovateľ ma chce vziať na raport!“ Riljaka se proto následně zastali ostatní vojáci, kteří Bednára zbili. Následně se vojáci zmocnili zbraní. Vzhledem k tomu, že vedení se obávalo případné vzpoury (na jaře 1918 propukala povstání v rakousko-uherské armádě poměrně často), však toto na vedení boje nestačilo – pušek bylo jen pět set a střelivo především cvičné. Vzbouřenci by se museli zmocnit i munice v zabezpečetěném muničním skladu.
Množství dalších reagovalo na dění živelnou vzpourou tak, že se zbraní v ruce vyšlo mezi 21. a 22. hodinou z kasáren a rozhodlo se postavit proti nasazení jednotky na frontě. Většina nováčků se vzpouře vyhnula a z místa utekla k budově velitelství. Část vzbouřenců pod vedením Jána Hudce se chtěla zmocnit skladu munice, druhá skupina Pavla Klejnara pronikla k železniční stanici, kde přerušila telegrafní spojení. Sklad munice ani železniční stanici se však nepodařilo obsadit. Vojáci po vzpouře očekávali, že se rozutečou do hlubokých lesů v okolí, kde přečkají konec války. Předpokládali, že prohra a konec konfliktu přijdou brzy. Dle historických zdrojů není patrné, zdali vzpoura vznikla živelně bez jakýchkoliv příprav, nebo jestli ji někteří z vojáků alespoň v nějaké míře připravovali předem. Nedostatek přípravy vzpoury bývá označován za hlavní důvod jejího rychlého potlačení.
Velitel náhradního praporu podplukovník Artúr Marx se rozhodl urychleně jednat, aby vzpouru potlačil. Nejprve pomocí jednotky dragounů a kulometné čety zastavil vzbouřence postupujících ke skladu munice a později odřízl od spojení s kasárnami skupiny, které pronikly do města.
Nejhouževnatější odpor však kladli vzbouřenci izolováni v kasárnách, i ten po nasazení dělostřelectva postupně slábl. Velitelům se do poledne 3. června podařilo odpor vojáků zcela potlačit. Pouze 50 mužům se podařilo uniknout.

## Soud a poprava
S 81 obviněnými vzbouřenci se konal vojenský soud, na základě jehož rozsudku bylo 9. června 1918 popraveno zastřelením 44 slovenských vojáků. Popravu vykonal regiment vojáků původem z Bosny a Hercegoviny. Poprava před dalšími členy vojenské jednotky byla poznamenána nesouhlasnými výkřiky, např. „Našu smrť draho zaplatíte vrahovia!“ nebo „Len strieľajte, vrahovia! Za nami idú bratia Slovania, Srbi, ktorí nás pomstia!“.
O události tisk v tehdejším Uhersku, resp. na Slovensku neinformoval, rakousko-uherské vojsko se snažilo zabránit tomu, aby se informace o události rozšířily do tisku.
15 vojáků bylo předáno řádnému vojenskému soudu. Zbývající příslušníci 71. pluku byli následně odesláni do bojů na italskou frontu.

## Odkaz

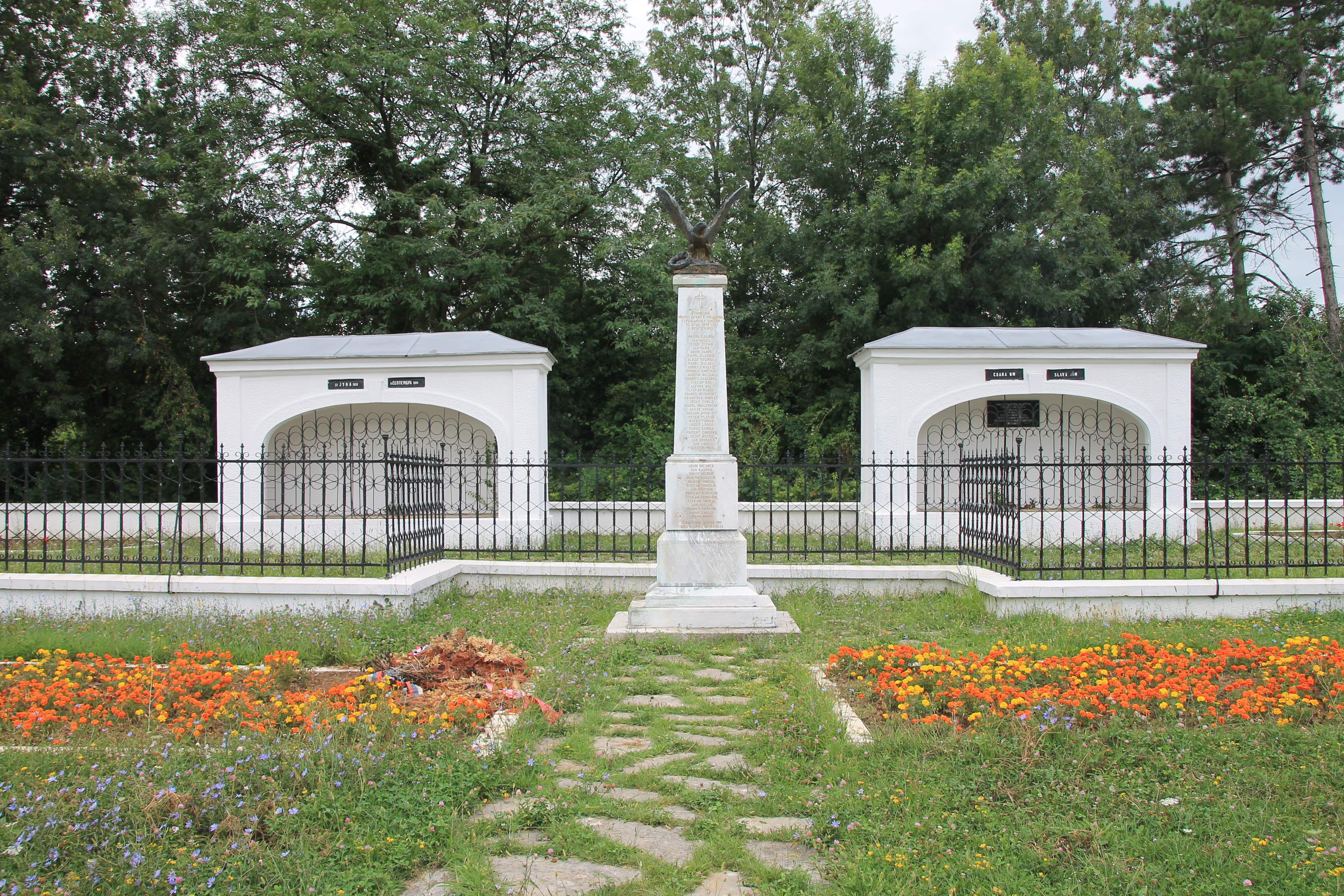
(Česko)slovenský hřbitov v Kragujevaci s ostatky 44 zastřelených vojáků.

Po skončení války zde byl v roce 1924 odhalen památník s místem odpočinku zastřelených vojáků. Nesl název Československý hřbitov a byl odhalen za přítomnosti představitelů Království Srbů, Chorvatů a Slovinců a Československa. V témže roce rovněž prezident ČSR Tomáš Garrigue Masaryk daroval pozůstalým rodinám zabitých Slováků několikasettisícovou sumu jako odškodné.
Štyridsaťštyri je filmové drama z roku 1957 inspirované vzpourou vojáků 71. pěšího pluku rakousko-uherské armády proti jejich velení v červnu roku 1918..